# Santa Fé do Sul
Santa Fé do Sul (en español: Santa Fe del Sur) es un municipio brasileño del estado de São Paulo. Su población es de 29.026 habitantes (estimativas IBGE/2006) y su superficie de 208,2 km², lo que da una densidad demográfica de 139,4 hab/km².

## Historia
A principios del siglo XX, los primeros colonizadores que llegaron a la región encontraron una selva densa, habitada por indios caigangues. Esos pioneros fueron responsables por la dominación y expulsión de los indígenas que, pacificados, disminuidos y sin condiciones de lucha, abandonaron definitivamente la región, dejándola en posesión de los primeros.
La busca por nuevas posibilidades de vida, idea ampliamente estimulada a partir de la posguerra, hizo nacer Santa Fé do Sul, fundada en 24 de junio de 1948. En 1958 la población local ya alcanzaba los cuatro mil habitantes. En 1964, sobrepasaba los diez mil. Hoy la población gira en torno a veintiséis mil habitantes constituidos por una mezcla de diversas razas y culturas, destacándose entre ellas italianos, japoneses, españoles, árabes e incontables familias oriundas de la región nordeste de Brasil.
Es uno de los 29 municipios del estado con categoría de Municipio de Estância Turística, por lo cual el gobierno estatal colabora con fondos para la promoción turística del mismo.

## Geografía

### Clima
El clima de Santa Fé do Sul puede ser clasificado como clima tropical de sabana (Aw), de acuerdo con la clasificación climática de Köppen.

## Demografía
Población total: 26 512 (2000)
- Urbana: 24 911
- Rural: 1601
- Hombres: 12 900
- Mujeres: 13 612
- Densidad demográfica (hab./km²): 127,28
- Mortalidad infantil (por mil): 14,00
- Expectativa de vida (años): 72,24
- Tasa de fecundidad (hijos por mujer): 1,96
- Tasa de Alfabetización: 89,59%
- Índice de Desarrollo HumanoMunicipal (IDH-M): 0,809
- IDH-M Renta: 0,755
- IDH-M Longevidad: 0,787
- IDH-M Educación: 0,885

## Economía
La economía, que en el inicio era esencialmente agropecuaria, pasó por un proceso de crecimiento comercial e industrial de pequeño porte hasta la actualidad, donde están siendo puestas en práctica las estrategias para que los recursos naturales, el potencial hídrico y la vocación receptiva de la población sean el puntapié para el desarrollo de la industria del turismo, como elemento generador de rentas, empleos, negocios y otros beneficios para la ciudad y toda su región.

## Religión
El Cristianismo está presente en la ciudad de la siguiente manera:

### Iglesia Católica
La iglesia católica del municipio forma parte de la diócesis de Jales.

### Iglesia Protestante
En la ciudad están presentes las más diversas creencias evangélicas, principalmente pentecostales, incluidas las Asambleas de Dios de Brasil (la iglesia evangélica más grande del país), Congregación Cristiana, entre otras. Estas denominaciones están creciendo cada vez más en todo Brasil.